# Republican National Committee
Das Republican National Committee (kurz RNC) ist das nationale Organisationsgremium der Republikanischen Partei der Vereinigten Staaten.
Das RNC ist verantwortlich für die Koordinierung des Fundraising, die Koordinierung der Wahlkampfstrategie sowie die Entwicklung und landesweite Darstellung der politischen Positionen der Gesamtpartei. Außerdem organisiert und betreibt das Gremium alle vier Jahre die Republican National Convention. Wenn die Republikanische Partei den US-Präsidenten stellt, arbeitet das Committee eng mit ihm zusammen.
Ähnliche Organisationen gibt es in jedem US-Bundesstaat und den meisten Countys. In manchen Bundesstaaten sind sie auch entsprechend den Kongressdistrikten eingeteilt.
Das Gegenstück zum Republican National Committee bei den anderen Parteien bilden das Democratic National Committee der Demokratischen Partei, das Libertarian National Committee der Libertarian Party und das Green National Committee der Green Party.

## Vorsitzende des Republican National Committee
| Vorsitz                 | Zeitraum  | Bundesstaat      |
| ----------------------- | --------- | ---------------- |
| Edwin D. Morgan         | 1856–1864 | New York         |
| Henry J. Raymond        | 1864–1866 | New York         |
| Marcus L. Ward          | 1866–1868 | New Jersey       |
| William Claflin         | 1868–1872 | Massachusetts    |
| Edwin D. Morgan         | 1872–1876 | New York         |
| Zachariah Chandler      | 1876–1879 | Michigan         |
| James Donald Cameron    | 1879–1880 | Pennsylvania     |
| Marshall Jewell         | 1880–1883 | Connecticut      |
| Dwight May Sabin        | 1883–1884 | Minnesota        |
| Benjamin Franklin Jones | 1884–1888 | New Jersey       |
| Matthew Quay            | 1888–1891 | Pennsylvania     |
| James S. Clarkson       | 1891–1892 | Iowa             |
| Thomas Henry Carter     | 1892–1896 | Montana          |
| Mark Hanna              | 1896–1904 | Ohio             |
| Henry C. Payne          | 1904      | Wisconsin        |
| George B. Cortelyou     | 1904–1907 | New York         |
| Harry S. New            | 1907–1908 | Indiana          |
| Frank H. Hitchcock      | 1908–1909 | Ohio             |
| John Fremont Hill       | 1910–1912 | Maine            |
| Victor Rosewater        | 1912      | Nebraska         |
| Charles D. Hilles       | 1912–1916 | New York         |
| William R. Willcox      | 1916–1918 | New York         |
| Will H. Hays            | 1918–1921 | Indiana          |
| John T. Adams           | 1921–1924 | Iowa             |
| William M. Butler       | 1924–1928 | Massachusetts    |
| Hubert Work             | 1928–1929 | Colorado         |
| Claudius H. Huston      | 1929–1930 | Tennessee        |
| Simeon D. Fess          | 1931      | Ohio             |
| Everett Sanders         | 1932–1934 | Indiana          |
| Henry P. Fletcher       | 1934–1936 | Pennsylvania     |
| John Hamilton           | 1936–1937 | Kansas           |
| Joseph William Martin   | 1940–1942 | Massachusetts    |
| Harrison E. Spangler    | 1942–1944 | Iowa             |
| Herbert Brownell Jr.    | 1944–1946 | New York         |
| Brazilla Carroll Reece  | 1946–1948 | Tennessee        |
| Hugh Scott              | 1948–1949 | Pennsylvania     |
| Guy Gabrielson          | 1949–1952 | New Jersey       |
| Arthur E. Summerfield   | 1952–1953 | Michigan         |
| C. Wesley Roberts       | 1953      | Kansas           |
| Leonard W. Hall         | 1953–1957 | New York         |
| Meade Alcorn            | 1957–1959 | Connecticut      |
| Thruston Ballard Morton | 1959–1961 | Kentucky         |
| William E. Miller       | 1961–1964 | New York         |
| Dean Burch              | 1964–1965 | Arizona          |
| Ray C. Bliss            | 1965–1969 | Ohio             |
| Rogers Morton           | 1969–1971 | Maryland         |
| Bob Dole                | 1971–1973 | Kansas           |
| George Bush             | 1973–1974 | Texas            |
| Mary Louise Smith       | 1974–1977 | Iowa             |
| Bill Brock              | 1977–1981 | Tennessee        |
| Richard Richards        | 1981–1983 | Utah             |
| Frank J. Fahrenkopf     | 1983–1989 | Nevada           |
| Lee Atwater             | 1989–1991 | South Carolina   |
| Clayton Keith Yeutter   | 1991–1992 | Nebraska         |
| Richard Bond            | 1992–1993 | Missouri         |
| Haley Barbour           | 1993–1997 | Mississippi      |
| Jim Nicholson           | 1997–2001 | Colorado         |
| Jim Gilmore             | 2001–2002 | Virginia         |
| Marc Racicot            | 2002–2003 | Montana          |
| Ed Gillespie            | 2003–2005 | Virginia         |
| Ken Mehlman             | 2005–2007 | Washington, D.C. |
| Mel Martínez            | 2007      | Florida          |
| Mike Duncan             | 2007–2009 | Kentucky         |
| Michael Steele          | 2009–2011 | Maryland         |
| Reince Priebus          | 2011–2017 | Wisconsin        |
| Ronna Romney McDaniel   | 2017–2024 | Michigan         |
| Michael Whatley         | seit 2024 | North Carolina   |